# 月亮熊
月亮熊，2012年2月28日上映于中国大陆的上海纪实频道《真实第25小时》，该片揭露黑熊养殖业和活熊取胆的黑幕及其巨额经济利益，同时片中的养殖主亲自说话暴露了黑熊养殖业的幕后最大支持者和推手是中华人民共和国政府的林业部、公安部。

## 引言
|  | 我们的月亮熊，无边的黑暗，无望的生命，无援的哀嚎，活熊取胆，最无情的戕害，最致命的蹂躏。 熊的痛苦，熬成了我们的药。我们奔走、记录、求证，活熊取胆的重重黑幕，被故意遮蔽。药架上摆放的是人类的贪婪、冷漠、麻木。 月亮熊之殇在中国，一个‘黑’洗成了‘白’的过程。 |

## 制作过程
该片由三位热心动物福利事业的人熊君慧、涂俏和陈远忠担任导演，自己筹集经济来源，自己冒着危险深入现场，耗时四年拍摄制作完成的纪实片，这不是娱乐消遣的电影电视作品。
拍摄拍摄地涉及中国大陆11个省份，包含黑龙江省、吉林省、辽宁省、四川省、陕西省、浙江省、福建省、广东省、广西壮族自治区、云南省、贵州省。在拍摄过程中，由于林业部和公安部以及养殖主的警觉，他们遭受到百般阻挠，不得不假扮夫妻、游客、商人，冒着生命危险来披露黑熊养殖业和活熊取胆的事实真相。

## 配套作品
该片与活熊取胆、割翅鲨鱼、割牙大象三部公益片同时配套播出。

## 真实剧情
2009年5月30日，吉林省榆树市青山乡长富村，村民养殖主：
这个小的两万，再大一点就接近四万元。这个熊要是死了以后，它的熊掌和熊肉也得达到两万，肉还四十块钱一斤呢。

2010年2月8日，吉林省榆树市青山乡长富村，村民养殖主伞国彦：
这个熊背心300元一个，铁的，可以终身用，可以用十几年。咱们三年一换。产量高的一头一年产胆汁十五市斤；产量低的一年市斤。我说的是干胆汁。

2010年2月8日，吉林省榆树市青山乡长富村，村民养殖主伞国彦的三哥家：
一个母熊一年下两三个崽，多的四五个。小熊仔一出窝就两万。林业厅来检查会直接打电话先通知我们，我们把它的铁背心卸了。这叫什么？这叫地方保护主义。哪里都一样。国家还对我们养殖户大加鼓励。我们摘一个（铁背心）五分钟，上一个十分钟。

2010年2月8日，吉林省榆树市青山乡长富村，村民养殖主伞国彦的四哥家：
我们拿青霉素去喂它，氨卡青霉素要喂它。为的就是消炎，怕它有炎症。它的胆发炎就得喂它。咱们村大概一千多头黑熊吧。一家不能超过五十头，不给你发执照，主要是西方国家反对。特别是申奥那年，一天来查两次。中央林业部、公安部来查，他们就是不允许带那个铁背心。

2010年2月8日，吉林省榆树市青山乡长富村，村民养殖主伞国彦家：
检验合格就是我们人工检验。正规厂家也这样贴合格证。这个没有机器的。只有它的盖是用冲压机来做。

2010年2月8日，吉林省榆树市青山乡长富村，黑熊养殖场：
我们村建一个厂，对外不许任何人参观，只有中国等几个国家有资源，有资源不利用，就是浪费嘛，现在。广州就是专门来我们这儿购买熊回去杀了吃熊肉。一个熊掌四斤，三千多元啊。我五分钟能把熊的四个掌给它卸下来。

原卫生部新药审评委员会委员、国家药典委员会委员高益民：
药检中心的人坐在火山上能坐得住，你没有当过官，你要当过官你就坐得住。真的，这些人说话起来面部没有任何表情，而且板着个脸，是一副官员姿态。他们不会去了解养熊场这些熊的悲惨命运，也根本不去了解。实际上就是那种话，要想做官就不要做事，要想做事就不要做官。 

## 相关宣传人
亚洲动物基金会创始人谢罗便臣：“我们每个人都有改变自己命运的可能。选择倾听向我们传来的信息或是转身离开，将决定我们能在多大程度上改变自己与其它生命的未来。”，“我们的目标是2008年奥运会前取缔养熊业。目前众多大养熊场主欺骗政府无管引流是‘人道的’，并大量使用假无管引流，可是中央某部门官员并不知情，也不愿意听取我们的反应。这让我很气愤与无奈。如果男性官员都是这样，我们会寻找女官员的帮助。”
新都亚洲黑熊救护中心饲养组组长王善海：“如果可以，我会一辈子在这儿守着它们，我们中国人90%都不知道它们可怜的故事，我要一遍遍告诉我碰到的人：我们是把动物当畜牲，罗女士他们把动物当生命。”，“我要指出，我们的有关部门说建养熊厂是为了更好的保护野生的黑熊，可是送到我们这儿的黑，10%是缺胳膊的。你想一想为什么？还不是利益驱使这些场主在野外捕新熊夹断了熊膀。”
苏格兰兽医郭慧铃：“每一头熊能救活，都是奇迹。”
青岛志愿者王长青：“从对一种动物折磨时间与痛苦程度来说，黑熊取胆在几千年的世界历史中可以排第一，但这在中国是合法的。”
黑熊保护志愿者：“在活熊身上取胆汁是数千年人类对动物折磨中最残酷的行为,在中国竟然是合法的。”

## 评价
重庆市《重庆晨报》撰文宣传该片同时也回应归真堂董事长张志军的“舒服论”：“《月亮熊》告诉你黑熊究竟痛不痛。”
面对中华人民共和国林业部指责的“香港亚洲动物基金会和胁迫我国取缔养熊业，以限制熊胆粉入药，削弱中药竞争力，为西方利益集团垄断中国肝胆用药市场谋取更大利益”论述，该片导演涂俏向记者媒体说：“完全是胡说！亚洲动物基金会前天开了媒体交流会，并且把我们找去，我们在现场首播了这部片子的15分钟片花。我们也曾经采访过他们，他们这些年做的事情已经被证明属公益行为，而且他们的资金也都是国外募集来的资金，尽力来救助这些可怜的动物，究竟谁是一匹‘狼’，真正了解真相的人最清楚！而且关于亚洲动物基金会都做了些什么，这些背景材料在网上都找得到，他们的这种论断纯属无稽之谈！”